# Чистяков Віктор Васильович
Віктор Васильович Чистяков (рос. Виктор Васильевич Чистяков, 14 березня 1937, Москва — пом.22 листопада 2006, Москва) — радянський футболіст, який грав на позиції півзахисника. Відомий за виступами у складі московського «Спартака» у вищій радянській лізі, а також у низці клубів нижчих ліг. Після завершення виступів на футбольних полях — радянський футбольний тренер, відомий а роботою у сільській футбольній команді «Урожай» (Останкіно).

## Клубна кар'єра
Віктор Чистяков народився в Москві, та розпочав займатисяя футболом у місцевій футбольній школі ФШМ. У футбольній команді цієї школи Чистяков дебютував у Кубку СРСР у 1955 році, а з 1956 року розпочав виступи в одній із найсильніших московських команд вищої ліги «Спартак». У складі команди став чемпіоном країни та володарем Кубка СРСР у 1958 році, у цьому ж році увійшов до списку 33 кращих футболістів країни. У 1962—1963 роках грав у команді класу «Б» «Трудові резерви» з Луганська, проте зіграв у її складі лише 2 матчі. У другій половині 1963 року Віктор Чистяков грав у складі команди другої групи класу «А» «Трактор» з Волгограда. У 1964—1965 роках футболіст грав за команду другої групи класу «А» «Металург»  із Запоріжжя, а в другій половині сезону 1965 року грав у команді класу «Б» «Таврія» з Сімферополя. У 1966—1968 роках Чистяков грав у команді другої групи класу «А» «Політвідділ» з Узбекистану. У сезоні 1969 року грав у команді «Урожай» (Канськ), після чого завершив виступи на футбольних полях.

## Після завершення футбольної кар'єри
Ще під час виступів на футбольних полях Віктор Чистяков розпочав тренувати команду класу «Б» «Урожай», пізніше «Будівельник» з Канська. У цій команді він працював до кінця 1970 року. З 1971 року Чистяков працював старшим тренером сільської футбольної команди «Урожай» (Останкіно), яка за час його роботи стала однією з найсильніших сільських команд СРСР, та двічі виграє кубок «Золотий Колос». У 1986 році Віктор Чистяков переходить на роботу в ДЮСШ міста Видне, пізніше до 2006 року працював завучем, а пізніше директором ДЮСШ в місті Дзержинський. Помер Віктор Чистяков 22 листопада 2006 року в Москві.